# El Sport (Chile)
El Sport fue una revista deportiva editada en Talcahuano, Chile desde el 13 de junio de 1917 por la Asociación de Fútbol de Talcahuano. Su contenido era especializado en fútbol y deportes. La redacción de la revista estaba ubicada en Talcahuano.
Su período de publicación se extendió por 2 años entre el 13 de junio de 1917 y el 26 de enero de 1918, contando con un total de 63 números.